# 제임스 톨칸

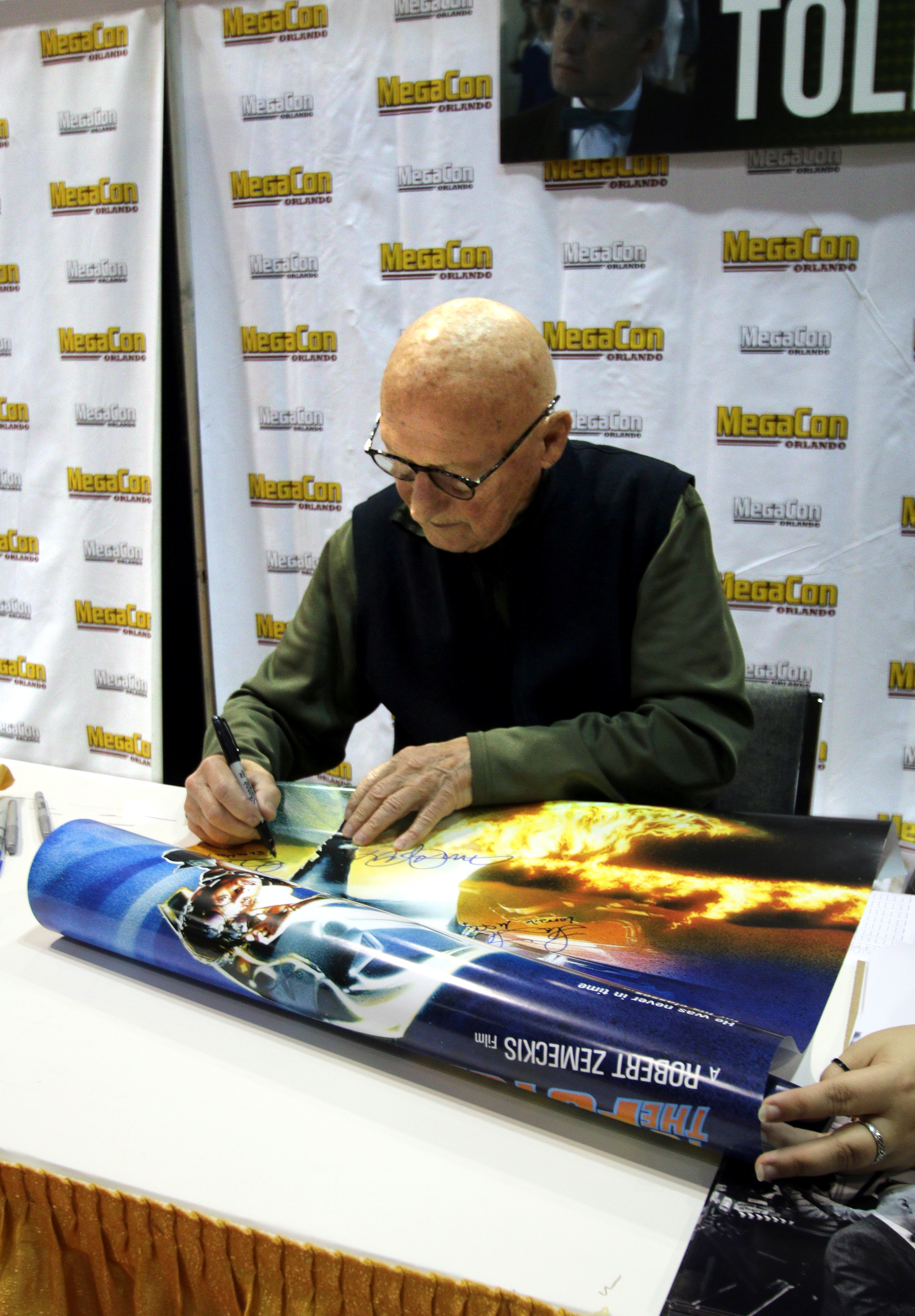

제임스 톨컨(James Tolkan, 영어 발음: /ˈtoʊlkən/, 1931년 6월 20일 ~ )은 미국의 배우이다.

## 출연 작품

### 영화
- 워싱턴의 늑대인간 (1973년)
- 에디 코일의 친구들 (1973년)
- 형사 서피코 (1973년)
- 사랑과 죽음 (1975년)
- 아미티빌의 저주 (1979년) 늑대 인간의 습격 (1981년)
- 도시의 제왕 (1981년)
- 나이트메어스 (1983년)
- 위험한 게임 (1983년)
- 살아가는 나날들 (1984년) - 하워드 심슨 역
- 아이스맨 (1984년)
- 백 투 더 퓨처 (1985년) - 미스트 스트릭랜드 역
- 무장과 위험 (1986년)
- 탑건 (1986년) - 스팅거 역
- 마스터 돌프 (1987년)
- 메이드 인 헤븐 (1987년)
- 스플릿 디씨전 (1988년)
- 코드 네임 바이퍼 (1988년)
- 스트랭글러 (1989년)
- 암흑가의 25시 (1989년)
- 초능력 형사 바비 (1989년)
- 백 투 더 퓨처 2 (1989년) - 미스터 스트릭랜드 역
- 패밀리 비지니스 (1989년)
- 4인조 기동 결사대 (1990년)
- 사랑 사기꾼 (1990년)
- 딕 트레이시 (1990년) - 넘버스 역
- 백 투 더 퓨처 3 (1990년)
- 행화이어 (1991년)
- 쥬니어는 문제아 2 (1991년)
- 아우토반(영어판) (1991)
- 스케치(영어판) (1992년)
- 머니맨 (1993년)
- Sketch Artist II: Hands That See (1995)
- 언더월드 (1996년)
- 창공의 질주 (1999년)
- 헤븐스 폴 (2006년)
- 필 스펙터 (2013년)
- 본 토마호크 (2015년) - 피아니스트 역

### 텔레비전
- 레밍턴 스틸 (1985-87)
- 햇 스퀘드 (1992)
- 코브라(영어판) (1993-94)